# The New Saints Football Club
El The New Saints Football Club (The New Saints of Oswestry Town and Llansantffraid Football Club) és un club de futbol anglo-gal·lès, que representa les ciutats de Llansantffraid-ym-Mechain, a Gal·les, i Oswestry a Anglaterra.

## Història
Els orígens del club estan en el Llansantffraid FC fundat el 1959. L'any 1996 fou patrocinat per l'empresa Total Network Solutions, de la ciutat d'Oswestry, adoptant el nom de Total Network Solutions Llansantffraid FC. Un any més tard fou anomenat Total Network Solutions FC. L'estiu del 2003 es fusionà amb el club de la ciutat veïna Oswestry Town. L'any 2006 l'empresa deixà de patrocinar el club i adoptà el nom de The New Saints, mantenint, d'aquesta manera, les inicials TNS.

## Palmarès
- Lliga gal·lesa de futbol (17): 1999/2000, 2004/05, 2005/06, 2006/07, 2009/10, 2011/12, 2012/13, 2013/14, 2014/15, 2015/16, 2016/17, 2017/18, 2018/19, 2021/22, 2022/23, 2023/24, 2024/25
- Copa gal·lesa de futbol (7): 1995/96, 2004/05, 2011/12, 2013/14, 2014/15, 2015/16, 2018/19
- Copa de la Lliga gal·lesa de futbol (9): 1994/95, 2005/06, 2008/09, 2009/10, 2010/11, 2014/15, 2015/16, 2016/17, 2017/18
- FAW Premier Cup (1) : 2006/07
- Welsh Intermediate Cup (1): 1992/93
- Cymru Alliance League (1): 1992/93
- Shropshire Senior Cup (1): 2011/12
- Montgomeryshire Amateur Football League Division 1 (6): 1968/69, 1969/70, 1982/83, 1986/87, 1991/92, 1992/93
- Montgomeryshire Amateur Football League Division 2 (2): 1970/71, 1980/81

## Majors victòries i derrotes a la Lliga de Gal·les
- Major golejada aconseguida: 12–0 contra l'Airbus UK Broughton l'any 2019.
- Major golejada encaixada: 0–10 contra el Barry Town l'any 1997.